# Bistum Hebron
Koordinaten: 31° 31′ N, 35° 7′ O
Das Bistum Hebron war ein lateinischer Bischofssitz in Hebron im Westjordanland zur Zeit des lateinischen Königreichs Jerusalem. Er wurde 1168 gegründet. 1187 mit der Eroberung Jerusalems und großer Teile des Königreichs Jerusalem durch Saladin musste der Bischof seinen Bischofssitz verlassen; er starb wenige Jahre später. Für annähernd 60 Jahre war das Bistum dann vakant. Erst 1249 wurde wieder ein Bischof für Hebron ernannt, der jedoch seinen Sitz in Akkon hatte. 1291 ging der Bischofssitz mit dem Fall von Akkon endgültig unter. In der Tradition dieses untergegangenen, kurzlebigen Bischofssitzes steht das Titularbistum Hebron der römisch-katholischen Kirche.

## Geschichte
Die Höhle Machpela (hebräisch מערת המכפלה, Me'arat HaMachpela, „Höhle der Doppelgräber“, arabisch الحرم الإبراهيمي, DMG al-ḥaram al-ibrāhīmī „das Grab Abrahams“), Höhle der Patriarchen oder Erzvätergrab genannt, in Hebron gilt nach der biblischen Überlieferung (Gen 23,19 EU) als Begräbnisort von Abraham und seiner Frau Sara, von Isaak und seiner Frau Rebekka, und von Jakob und seiner Frau Lea. Die Höhle ist für Muslime, Juden und Christen heilig.
Schon im 6. Jahrhundert ließ der byzantinische Kaiser Justinian I. eine Kirche über der Machpelahöhle errichten, die 613 vom persischen König Chosrau II. zerstört wurde. Nach der arabischen Eroberung 638 wurde über der Höhle eine Moschee errichtet. Hebron wurde im Frühjahr 1100 durch die Kreuzfahrer erobert.

## Chorherrenstift S. Abraham
Schon bald nach 1100 wurde bei der Höhle eine Gemeinschaft von Augustiner-Chorherren eingerichtet; das Chorherrenstift S. Abraham geleitet von einem Prior. Es bestand nachweislich bereits 1112. 1119 wurden die Gebeine der Patriarchen in der Höhle entdeckt. Dies löste eine Pilgerwelle aus, die das Chorherrenstift zu Wohlstand kommen ließ.

## Die Gründung des Bistums Hebron
Erst 1168 kam es dann zur Gründung des Bistums Hebron. Es war damit zusammen mit dem Erzbistum Petra die letzte Bistumsgründung im Königreich Jerusalem. Das Bistum Hebron hatte keinen direkten frühchristlichen Bischofssitz als Vorgänger. Der Sprengel des neuen Bistums wurde wahrscheinlich von dem des Bistums Bethlehem abgetrennt. Die Stiftskirche S. Abraham wurde nun Kathedralkirche und die Augustiner-Chorherren fungierten als Kathedralkapitel. Die Kathedrale stand in der Zitadelle der Stadt. Der Bischof war ein Suffragan des Patriarchen von Jerusalem. Der erste Bischof von Hebron Rainald war ein Neffe des Jerusalemer Patriarchen Fulcher. Der Bischofssitz hatte seine Bedeutung in erster Linie in der Wallfahrt zu den Patriarchengräbern. Dies kommt auch dadurch zum Ausdruck, dass der Name von Bistum oder Bischof häufig in Verbindung mit St. Abraham vorkommt. Der Bischof von Hebron war aber auch Gefolgsmann des Königs von Jerusalem. Im Kriegsfall musste er 50 Bewaffnete stellen. Diese Verpflichtung zu Waffenhilfe  hat die Einnahmen des Bischofs in seiner Diözese sicherlich finanziell schwer belastet.
1187 wurde Hebron von Saladin erobert. Die Kathedralkirche wurde in eine Moschee umgewandelt. Der Bischof musste fliehen und starb bei der Belagerung von Akkon im Zeitraum zwischen 1189 und 1191. Der Bischofssitz blieb danach für fast sechzig Jahre unbesetzt. Pringle äußert allerdings Zweifel, ob nicht doch zumindest ein Bischof in dieser Zeit ernannt wurde.
Papst Innozenz IV. errichtete das Bistum 1249 neu bzw. ernannte und weihte einen neuen Bischof, Bartholomäus de Fossa Nova, für das Bistum. Er konnte jedoch nicht in Hebron seinen Sitz nehmen, sondern richtete sich 1252 in Akkon ein. Das Bistumsgebiet blieb weiterhin in muslimischer Hand. Der Papst beauftragte die Bischöfe von Lydda und Bethlehem Untersuchungen anzustellen, welche Besitztümer das Bistum Hebron früher außerhalb seiner Diözese hatte. Diese sollten sie wieder für den Bischof von Hebron reklamieren. Da beide Bischöfe abwesend waren, als der Papstbrief eintraf, delegierten sie die Aufgabe an den Prior Matthäus vom Chorherrenstif am Heiligen Grab. Es war natürlich klar, dass der Besitz des Bistums während der langen Sedisvakanz in andere Hände übergegangen war. In Akkon waren einige Häuser in den Besitz des Deutschen Ordens gekommen. Nach einer anfänglichen überzogenen Forderung von 3000 Bezanten des Hebroner Bischofs für nicht bezahlte Mieten, drohten die Deutschritter aber damit, dass sie exemt seien und an den Heiligen Stuhl appellieren würden. Ein Prozess bzw. eine Entscheidungsfindung durch den Papst wäre für den Bischof ein teures Unterfangen geworden. Er einigte sich mit den Deutschrittern, dass die Häuser zu seinen Bistumsbesitz gehörten und erhielt dafür eine jährliche Miete von 7 Besanten. Allerdings blieb die finanzielle Situation des Bistums Hebron im Exil prekär. Bischof Bartholomaeus stellte daher auch Ablässe gegen Bezahlung aus, so 1257 drei Ablässe für den Abt und Prior des Klosters Pforta im heutigen Sachsen-Anhalt. Er bezeichnete sich dabei als divina sacrosancte ecclesie sanctorum patriarcharum Abrahe, Ysaac et Iacob de valle Ebron, ubi eorum corpora requiescunt, humilis episcopus. Wann er gestorben ist, ist nicht überliefert; In einer Urkunde vom März 1263 ist erstmals sein Nachfolger Peter dokumentiert.
Bischof Peter konnte 1265 auch das Casale Naharia in der Nähe von Antiochien, das in den  Besitz des Johanniterordens übergegangen war, wieder in seinen Besitz bringen. Der Orden erklärte sich bereit, ihm eine jährliche Rente von 70 Bezanten für das Dorfes zu bezahlen. Eine weitere Einigung mit dem Johanniterorden erzielte er 1266 über Häuser und Öfen, die auf Land gebaut worden waren, die ursprünglich dem Bistum Hebron gehört hatte. Bischof Peter starb 1267 und 1268 wurde sein Nachfolger Geoffrey ernannt.
1273 musste Bischof Geoffroy zwei Häuser in Akkon für 30 Besanten an den Johanniterorden verkaufen. In einen weiteren Rechtsstreit mit dem Deutschen Orden, der vor dem Gericht des Patriarchen von Jerusalem ausgetragen wurde, trat Bischof Geoffrey die Rechte an einem Hau in Montmusard gegen eine Zahlung von 50 Bezanten und eine jährliche Miete von 2 Bezanten an den Deutschen Orden ab. Bischoff Geoffrey wird letztmals in einer Urkunde vom Juni 1286 erwähnt.
1291 wurde auch Akkon von den Muslimen erobert. Ob der obige zu diesem Zeitpunkt noch lebte, oder bereits ein Nachfolger im Amt war, ob dieser Bischof überlebte und die Stadt noch verlassen konnte, oder ob er bei den Kämpfen ums Leben kam, ist nicht bekannt.

## Liste der lateinischen Bischöfe
- 1168 bis 1174 Raynaldus/Renaudus[7]
- bis 1189/91 NN, † vor Akkon
- 1191 bis 1249 ?Vakanz[8]
- 17. März 1249 bis Juli 1254, 1257[6] Bartholomäus (de Fossa nova), OCist, war vorher Kaplan des Lateinischen Patriarchen von Jerusalem
- 1263 bis 1267 (†) Petrus
- 1268 bis 1286 Gaufredus/Geoffroy, OPraed.

In der Tradition des untergegangenen Bischofssitzes steht das Titularbistum Hebron. Der Titel eines Bischofs von Hebron wurde schon ab Mitte des 14. Jahrhunderts wieder vergeben, zunächst an Vikare und Weihbischöfe deutscher Diözesen.